# Leonardo de Miranda Pereira
Dom Leonardo de Miranda Pereira (Diamantina, 31 de maio de 1936), é bispo católico brasileiro, emérito da Diocese de Paracatu, Minas Gerais, tendo sido o terceiro a dirigi-la.

## Biografia
Nasceu em Diamantina, cidade localizada na região central de Minas Gerais, sendo o oitavo dos dezesseis filhos do casal Antônio Gabriel Pereira (1896-1989) e Maria Nilda de Miranda Pereira (1900-1997).
Iniciou seus estudos formais no Grupo Escolar Mata Machado. Aos onze anos de idade, entrou para o Seminário Sagrado Coração de Jesus. Ali terminou seu curso ginasial e depois cursou Filosofia e Teologia.
Foi ordenado padre na Diocese de Diamantina pelo bispo D. José Newton de Almeida Batista em 8 de dezembro de 1959. Daí então começou o seu ministério pelos espaços da diocese de Diamantina: vigário paroquial, pároco, reitor interino do seminário e capelão.
Em 14 de maio de 1986, na instalação da Diocese de Guanhães, Leonardo tomou de sua nomeação e eleição como bispo para a Diocese de Paracatu. Ocuparia a vaga deixada por D. José Cardoso Sobrinho, que fora transferido para a Arquidiocese de Olinda e Recife.
Foi ordenado bispo no dia 9 de agosto de 1986, em Guanhães, por D. Geraldo Majela Reis, arcebispo de Diamantina, tendo como co-consagrantes D. Serafim Fernandes de Araújo, arcebispo de Belo Horizonte, e D. Antônio Filipe Cunha, bispo de Guanhães. Sua posse ocorreu no dia 14 de setembro seguinte.
Dom Leonardo esteve 26 anos a frente da diocese de Paracatu. É atualmente o Assessor Nacional da Pastoral do Menor junto a Conferência Nacional dos Bispos do Brasil (CNBB). Lutou pela criação da Província Eclesiástica de Montes Claros, da qual Paracatu hoje é sufragânea e local onde estudam os seminaristas da Teologia.
Teve que se afastar do comando da diocese por força da idade e, em 7 de novembro de 2012, tornou-se bispo emérito da diocese. Por ocasião da nomeação do novo bispo diocesano, D. Jorge Alves Bezerra, SSS.